# 930

## Nașteri
- mai: Gisulf I de Salerno, principe longobard de Salerno din 952 (d. 977)

- Liudolf de Suabia, duce de Suabia (950-954), (d. 957)

## Decese
- dată necunoscută: Rollo  (n. 846)
- dată necunoscută: Lestek  (n. ?)
- dată necunoscută: Abu Kamil matematician egiptean (n. 850)
- dată necunoscută: Guy de Toscana  (n. ?)